# پرچم ریاست‌جمهوری سوریه
پرچم ریاست‌جمهوری سوریه (عربی: المعیار الرئاسی فی سوریة‎) پرچم رئیس‌جمهور سوریه است که نماینده آنها در مقام رئیس کشور، رئیس دولت و فرمانده کل قوا در سوریه است.

## تاریخچه

مهر ریاست‌جمهوری (۱۹۸۰–۲۰۲۴)

استفاده از چنین استانداردی در سوریه به سال ۱۹۴۱ برمی گردد. نسخه اصلی در نسخه مشابه بود، اما با ستاره‌های کمی کوچکتر و فاصله مساوی که با پرچم استقلال سوریه مطابقت داشت. پس از تشکیل جمهوری متحد عربی از آن صرف نظر شد اما در سال ۱۹۶۱ پس از بازسازی جمهوری دوم سوریه مجدداً تصویب شد. پس از کودتای ۱۹۶۳ سوریه دوباره تغییر کرد و رنگ‌ها با سه ستاره سبز به جای قرمز و سایه سبز با قرمز جایگزین شد.
پرچم ریاست‌جمهوری در سال ۱۹۷۲ با تأسیس اتحاد جماهیر عربی اصلاح شد که پس از انحلال نمادهای خود را حفظ کرد. یک استاندارد جدید ریاست جمهوری، که نسخه اصلاح شده پرچم ریاست‌جمهوری متحد عربی در نسبت ۱:۱ است، در سال ۱۹۸۰ معرفی شد. پس از فروپاشی رژیم اسد، استاندارد ۱۹۴۱–۱۹۵۸ و ۱۹۶۱–۱۹۶۳ در سال ۲۰۲۵ مجدداً تصویب شد، البته با ستاره‌های کمی بزرگتر و بیشتر.

## نگارخانه

پرچم ریاست‌جمهوری (۱۹۴۱–۱۹۵۸)
پرچم ریاست‌جمهوری (۱۹۵۸–۱۹۶۱)
پرچم ریاست‌جمهوری (۱۹۶۱–۱۹۶۳)
پرچم ریاست‌جمهوری (۱۹۶۳–۱۹۷۲)
پرچم ریاست‌جمهوری (۱۹۷۲–۱۹۸۰)
پرچم ریاست‌جمهوری (۱۹۸۰–۲۰۲۴)
پرچم ریاست‌جمهوری (۲۰۲۵–اکنون)